# Väike-Rootsi
Väike-Rootsi – wieś w Estonii, w prowincji Sarema, w gminie Pihtla.